# آلن گی هاردی
آلن گی هاردی (انگلیسی: Alain Gay-Hardy؛ زادهٔ ۲۳ دسامبر ۱۹۴۹) بازیکن فوتبال است.